# 比伦巴赫 (莱茵兰-普法尔茨州)
比伦巴赫是德国莱茵兰-普法尔茨州的一个市镇。总面积4.04平方公里，总人口1500人，其中男性746人，女性754人（2011年12月31日），人口密度371人/平方公里。